# سوراته الهولندية
سوراته  كانت مركزاً تجارياً شهيراً على الساحل الشمالي لما هو الآن الهند، في الولاية الحالية غوجارات، وتقع على نهر نهر تابتي. المدينة، المعروفة الآن بسورت أصبحت مديرية في شركة الهند الشرقية الهولندية في 1616. وقد أسس البريطانيون مصنعاً في سوراته في 1609 أو 1612، بعد بعد توجيه ضربة للبرتغاليين.